# هاو (مینیاپولیس)
هاو (به انگلیسی: Howe) یک منطقهٔ مسکونی در ایالات متحده آمریکا است که در مینیاپولیس واقع شده‌است. هاو ۶٬۶۰۸ نفر جمعیت دارد.